# Морріс Сводеш
Морріс Сводеш (англ. Morris Swadesh, часом прізвище передається як Свадеш або Суодеш) (22 січня 1909, Голіок — 20 липня 1967, Мехіко) — американський мовознавець та антрополог, творець методу лексикостатистичної глоттохронології.

## Біографія
Народився в штаті Массачусетс в родині євреїв-емігрантів з Бессарабії. Його рідною мовою в дитинстві була мова їдиш.
Навчався в Чиказькому університеті, де опанував німецьку і французьку мови; продовжив навчання в Єльському університеті, де його вчителем був Едвард Сепір. У 1933 році захистив дисертацію про індіанську мову ноотка (Британська Колумбія, Канада).
У 1933—1941 роках викладав в університеті Вісконсина. У 1937—1939 роках проживав у Мехіко, де очолював Раду індіанських мов та викладав в Політехнічному інституті й антропологічній школі Мехіко.
З 1939 до 1941 року працював мовознавцем над проєктами міністерства оборони США.
З 1948 року був асоційованим професором Нью-Йоркського міського університету та у травні 1949 року в епоху маккартизму втратив роботу через свою політичну діяльність лівого спрямування. Невдовзі знайшов роботу бібліотекаря в Американському філософському товаристві у Філадельфії, де працював до 1953 року. Згодом знову переїхав до Мехіко, де обіймав посаду професора Інституту історії та Національної школи антропології.
Був одружений з лінгвісткою Мері Хаас, що спеціалізувалася на вивченні індіанських мов Північної Америки, деякі праці написав у співавторстві з нею.

## Науковий доробок
Займався дослідженням індіанських мов Канади, США та Мексики. Зібрав дані про понад 20 індіанських мов. У Мексиці розробив методики навчання грамотності індіанців, використовуючи їхні рідні мови.
Під час Другої світової війни працював для міністерства оборони США, досліджуючи бірманську, китайську, російську та іспанську мови. Розробляв методики вивчення цих мов.
Зробив великий внесок у розвиток фонології, розробивши серію параметрів для визначення фонеми, виходячи з розподілу звуків певної мови. Наприклад, звук p в англійській мові є різним у словах pit («дірка»), upper («згори») та spill(«поширювати»). За Сводешем, вимова звуку залежить від його знаходження у слові.
Першим розробив метод глоттохронології для датування розділення споріднених мов. За Сводешем, основа методу оцінки спорідненості між мовами полягає в складанні так званих списків Сводеша для цих мов.
Списки Сводеша містять перелік зі 100, 200 або 207 базових лексем мови, що вважаються універсалами. Слова розташовані в порядку зменшення частотності вжитку.

## Вибрані праці
Стаття в іспанській вікіпедії має повний список праць Сводеша.
- The Expression of the Ending-Point Relation in English, French, and German, 1932
- " The Phonemic Principle " // Language, n° 10 (1934)
- " A Method for Phonetic Accuracy and Speed ", dans American Anthropologist, n° 39 (1937)
- " Linguistics as an Instrument of Prehistory ", dans Southwestern Journal of Anthropology, n° 15 (1959)
- The Origin and Diversification of Language, Routledge & Kegan Paul, Londres, 1972 (незавершена праця)